# Višněvského balzám

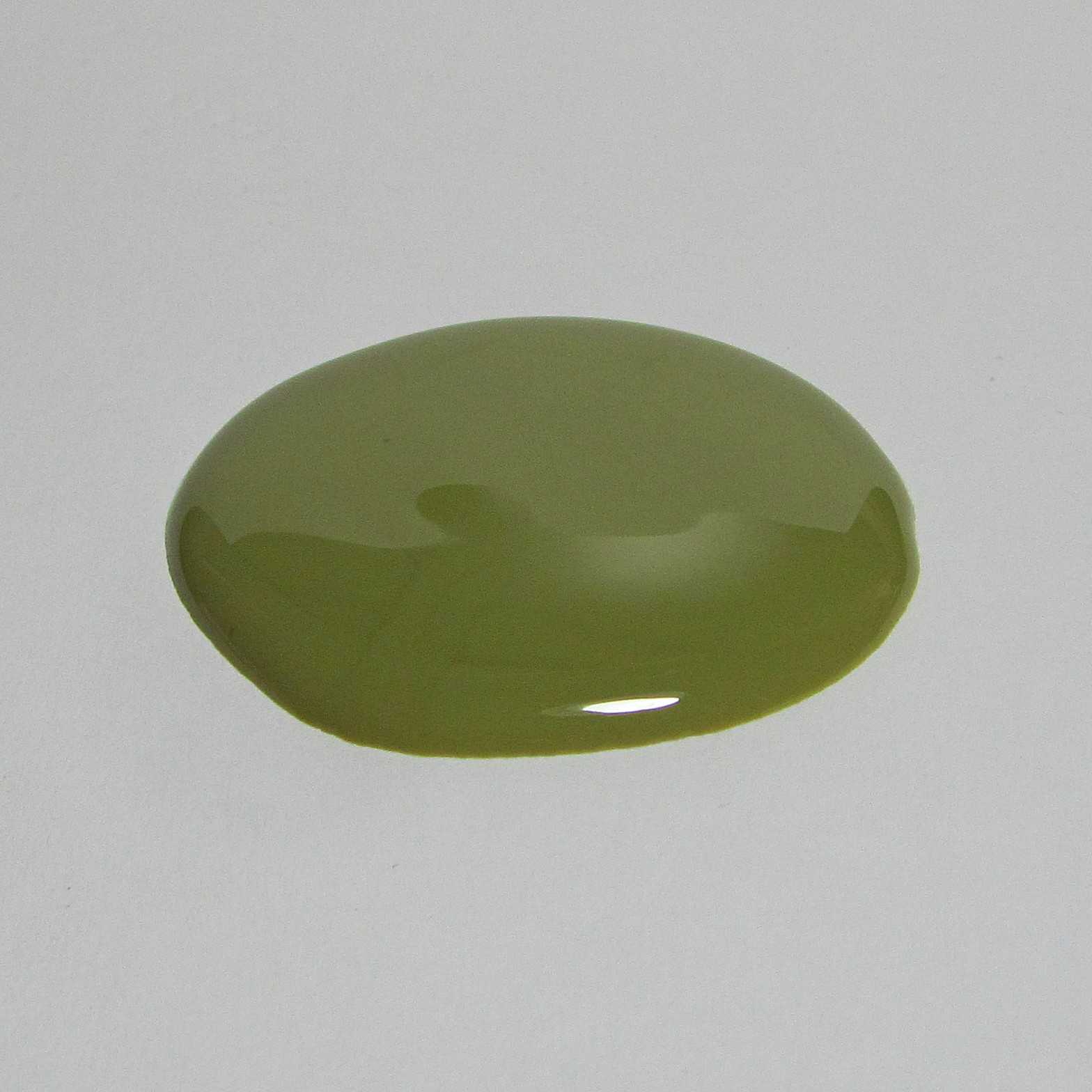
Višněvského balzám

Višněvského balzám nebo také Višněvského suspenze je suspenze tribromfenolátu bismutitého v ricinovém oleji s přídavkem další složky. Dle originálního předpisu se přidával peruánský balzám, později se začal používat březový, bukový nebo kamenouhelný dehet. Nejčastěji se využívá pro zahojení zanícené rány, ošetřeních kožních lézí a abcesů, červenky, růže (erysipel), furunklů a karbunklů nebo hnisavých zánětů prstů (panaricium). 
Vynalezl jej Dagestánský chirurg Alexandr Vasiljevič Višněvskij v roce 1927 a s úspěchem se používá i o téměř sto let později.

## Složení
originální receptura
- Tribromfenolát bismutitý (Bismuthi tribromphenolas basicum) 5g
- Peruánský balzám (Balsamum peruvianum) 20g
- Ricinový olej panenský (Ricini oleum virginale) do 100g

novější receprura
- Tribromfenolát bismutitý (Bismuthi tribromphenolas basicum) 3g
- Bukový nebo kamenouhelný dehet (Pix fagi seu pix lithanthracis) 5g
- Ricinový olej panenský (Ricini oleum virginale) do 100g